# Guadasséquies (ort)
Guadasequies är en kommunhuvudort i Spanien.   Den ligger i provinsen Província de València och regionen Valencia, i den östra delen av landet, 300 km sydost om huvudstaden Madrid. Guadasequies ligger 165 meter över havet och antalet invånare är 385.
Terrängen runt Guadasequies är kuperad åt nordväst, men åt sydost är den platt.Runt Guadasequies är det ganska glesbefolkat, med 34 invånare per kvadratkilometer. Närmaste större samhälle är Ontinyent, 15,5 km sydväst om Guadasequies. Trakten runt Guadasequies består till största delen av jordbruksmark.